# Sant Bartomeu del Grau
Sant Bartomeu del Grau és un municipi de la comarca del Lluçanès, si bé adscrit administrativament a la d'Osona, al centre-oest de la regió de l'Alt Ter i està situat a l'est de l'altiplà del Lluçanès.

## Geografia
- Llista de topònims de Sant Bartomeu del Grau: muntanyes, serres, collades, indrets, rius, fonts, cases, masies, esglésies…

## Història
Les primeres notícies de Sant Bartomeu del Grau es remunten al segle x, quan surt documentada l'antiga església situada a frec de la cinglera. No hi havia cap nucli concèntric entorn d'aquest edifici i era, tanmateix, el centre religiós i, en part, l'administratiu d'aquella petita comunitat a la qual donava el nom: Sanct Barthomeu del Grau. Durant tota l'edat mitjana el lloc de Sant Bartomeu del Grau era dominat pel senyor del Castell de Gurb. Al segle xvi se separà del terme de Gurb per crear una batllia pròpia dominada pels Marquesos de Palmerola i, més tard, per successió, pels Alemany de Descatllar. A principi del segle xix el terme es va constituir en municipi independent.
Des dels inicis de la seva història fins al segle xvi el poble era disseminat i avui encara se’n conserven la majoria dels masos (el Vilar, el Pujol, Vilaseca, les Ferreres, la Codina, Vilanova, el Vilaró, l'Alovet, entre d'altres). Sembla que aleshores, al segle xvi, havia començat a créixer el poble actual sota el serrat Sant Bartomeu del Grau, al voltant de dos hostals, a banda i banda del camí transhumant que anava de la Selva al Pirineu. El creixement d'aquest nucli al llarg dels segles xvii i XVIII feu que l'any 1780 s'hi traslladés el culte parroquial. Així es va construir una nova església, més espaiosa, d'estil barroc neoclàssic, al capdavall del poble.
Durant la Segona República tingué el nom de Serra del Grau.
Fins als anys seixanta del segle xx, l'activitat principal de Sant Bartomeu del Grau era l'agrícola. L'any 1962 s'establí la fàbrica de filats i teixits que va marcar la dinàmica socioeconòmica del poble fins al dia del seu tancament, l'any 2003. Tot i que el poble ha anat perdent la seva fesomia antiga, encara conserva moltes cases velles del segle xviii i de principis del XIX, amb llinda i dovelles en els quals hi ha dates, creus i noms esculpits en la pedra.
Sant Jaume d'Alboquers
Situat a la part meridional del municipi, l'any 1840 fou annexionat a Sant Bartomeu del Grau el llogaret de l'antiga quadra d'Alboquers. Surt documentat ja l'any 964, i l'església apareix com a parròquia amb el nom d'Albocers o Albochers en la llista més primitiva de parròquies del Bisbat de Vic, que pot ésser datada de mitjan segle xi. Al llarg dels segles xiii i xiv surt amb els titulars de Sant Cugat i Sant Jaume, perquè antigament coincidien ambdues festivitats litúrgiques.
El 1357 és citada com Sant Cugat d'Albochers, i consta ja com a sufragània de Santa Eulàlia de Riuprimer, dependència que perdurà fins al 1878. En aquesta darrera data s'independitzà i tornà a ser parròquia independent, si bé la despoblació del terme ha fet que actualment els serveis parroquials hagin estat traslladats a la parròquia de Sant Bartomeu del Grau. En destaquen els masos de Casamiquela, de l'any 1593, i el de Pere-riera, de l'any 1646, situat al sud del terme municipal, a tocar de l'Eix Transversal.

## Art romànic
Església Vella
Situada al lloc anomenat el Grau, prop del cingle, és l'origen del poble i conserva una part de traces del que fou una església romànica del segle x. Es documenta a partir de l'any 961 i continua apareixent esmentada en els segles següents. Fou renovada al segle xi i subsistí amb l'afegit d'unes capelles laterals fins a l'any 1780, quan es traslladà el culte a l'actual església parroquial.
La intervenció arqueològica que s'hi està duent a terme en l'actualitat ha de permetre recuperar la planta originària de l'edifici, i identificar les vicissituds que ha sofert la construcció al llarg del temps fins al seu abandó definitiu. Gaudeix d'una excel·lent situació topogràfica respecte a les panoràmiques de l'entorn, i complementa el traçat del GR3 del Sender del Gran Recorregut.
Sant Genís Sadevesa
L'edifici pren el nom de la propera masia de la Devesa, i està annexionat a una antiga masoveria a la part de ponent. És una església romànica ben orientada, composta d‘una nau rectangular capçada a llevant per un absis semicircular, dels segles XI/XII, amb el campanaret d'espadanya. L'absis és la part més notable i millor conservada de l'obra original, ornat per un frís d'arcuacions cegues, de tipus llombard, repartit en tres registres de quatre arcuacions cada un, separats per lesenes verticals; i el portal és l'original romànic, d'arc de mig punt.
Sant Jaume de Fonollet
És una església bessona a l'anterior, de planta rectangular del segle xi, molt ben conservada, amb un campanar d'espadanya d'època no romànica que amb el temps s'ha transformat, amb l'addició de dos pilars, en un campanar de planta quadrada. En l'edifici que el sosté hi ha una petita finestra en forma de creu i un antic portal. A la façana de migdia hi ha un bonic portal que conserva encara un forrellat d'estil romànic. L'absis és amb lesenes i arcuacions llombardes i té una petita finestra. Encara que l'església sigui molt anterior, no és fins al 1257 que apareix documentada.
Sant Miquel de l'Erm
La capella de Sant Miquel de l'Erm es trobava situada al nord del terme, a molt poca distància del mas de Sant Miquel, dalt d'un petit turó. Les primeres notícies daten de l'any 1179, any en què fou consagrada pel bisbe de Vic, Pere Redorta. Se segueix documentant fins al 1404, quan ja no es coneix cap més notícia de la seva existència, la qual cosa fa pensar en una decadència del culte i en un enrunament de la capella, que podria ser causat pels terratrèmols del segle xv. A principis del segle xx es veien les restes de l'església que desaparegueren quan es renovà el mas Sant Miquel, tan antic com la capella.
Sant Jaume d'Alboquers
El conjunt d'edificis de Sant Jaume d'Alboquers està situat en una elevació de terreny, format per una església, romànica en el seu origen, un mas i una antiga rectoria. L'església data del segle xi, i és una església amb volta de canó a la nau i de creueria al presbiteri. Antigament hi havia hagut un cor de fusta. El parament exterior és molt irregular, rejuntat l'any 1995, i al interior hi ha força maó massís, ara tapat per la pintura. La porta, a migdia, duu la data de “1640”, i al damunt hi ha un ull de bou corresponent a una primera reforma de l'edifici seguint els criteris marcats pel barroc.

## Demografia
| 1497 f | 1515 f | 1553 f | 1717 | 1787 | 1857 | 1877 | 1887 | 1900 | 1910 |
| ------ | ------ | ------ | ---- | ---- | ---- | ---- | ---- | ---- | ---- |
| 20     | 16     | 22     | 153  | 355  | 752  | 601  | 482  | 473  | 474  |

| 1920 | 1930 | 1940 | 1950 | 1960 | 1970 | 1981  | 1990  | 1992  | 1994  |
| ---- | ---- | ---- | ---- | ---- | ---- | ----- | ----- | ----- | ----- |
| 477  | 620  | 649  | 619  | 589  | 527  | 1.034 | 1.108 | 1.109 | 1.109 |

| 1996  | 1998  | 2000  | 2002  | 2004  | 2006  | 2008 | 2010 | 2012 | 2014 |
| ----- | ----- | ----- | ----- | ----- | ----- | ---- | ---- | ---- | ---- |
| 1.215 | 1.224 | 1.150 | 1.134 | 1.084 | 1.001 | 961  | 967  | 908  | 875  |

| 2016 | 2018 | 2020 | 2022 | 2024 | 2026 | 2028 | 2030 | 2032 | 2034 |
| ---- | ---- | ---- | ---- | ---- | ---- | ---- | ---- | ---- | ---- |
| 850  | 840  | 884  | 924  | 943  | -    | -    | -    | -    | -    |

## Economia
L'agricultura de secà (cereals, farratges i patates) i la ramaderia de bestiar porcí són les bases de l'economia del municipi.

## Transports
Una carretera local uneix el terme amb Vic.

## Fills i filles il·lustres de Sant Bartomeu
- Antoni Griera i Gaja, famós eclesiàstic i lingüista català.